# Band Aid (filme)
Band Aid é um filme de drama estadunidense de 2017 dirigido e escrito por Zoe Lister-Jones. Estrelado por Lister-Jones, Adam Pally, Fred Armisen e Susie Essman, estreou no Festival Sundance de Cinema em 24 de janeiro.

## Elenco
- Zoe Lister-Jones - Anna
- Adam Pally - Ben
- Fred Armisen - Dave
- Susie Essman - Shirley
- Hannah Simone - Grace
- Retta - Carol
- Ravi Patel - Bobby
- Brooklyn Decker - Candice
- Chris D'Elia - Uber Annoying
- Erinn Hayes - Crystal Vichycoisse